# Otto (motorfiets)
Otto is een historisch Duits merk van motorfietsen.
Otto-Werke, München (1921-1937).
Sommige machines van het merk Flottweg kwamen onder de merknaam Otto op de markt, naar de oprichter van het bedrijf, Gustav Otto. Dit gold in het bijzonder voor de modellen met 293- en 198 cc JAP-zijkleppers aan het eind van de jaren twintig van de 20e eeuw.